# 腺毛肿足蕨
腺毛肿足蕨（学名：Hypodematium glandulosum），为肿足蕨科肿足蕨属下的一个植物种。